# سرکاریز (تربت حیدریه)
سرکاریز (تربت حیدریه)، روستایی از توابع بخش مرکزی شهرستان تربت حیدریه در استان خراسان رضوی ایران است.در گذشته به علت گذشتن جوی آب یا کاریز از وسط روستا نام این روستا را سرکاریز نهادند.همچنین بسیاری از جوانان روستا به امید کسب شغل به شهر مهاجرت می کنند و جمعیت روستا معمولا ثابت یا بعضی از اوقات روندی کاهشی را داراست. این روستا دارای سه مسجد است و این به فرقه فرقه شدن اهالی روستا دامن زده است. آخرین مسجدی که ساخته شد مسجد الزهرا است که از رونق خوبی برخوردار است. 

## جمعیت
این روستا در دهستان بالا ولایت قرار دارد و براساس سرشماری مرکز آمار ایران در سال ۱۳۹۵، جمعیت آن ۵۴۱ نفر (۱۶۱خانوار) بوده‌است.